# Alpercata
Alpercata is een gemeente in de Braziliaanse deelstaat Minas Gerais. De gemeente telt 7.252 inwoners (schatting 2009).

## Aangrenzende gemeenten
De gemeente grenst aan Engenheiro Caldas, Fernandes Tourinho, Governador Valadares en Tumiritinga.